# Norma de Descripció Arxivística de Catalunya
La Norma de Descripció Arxivística de Catalunya o NODAC és la primera norma nacional que desenvolupa la ISAD(G) (Norma Internacional General de Descripció Arxivística). Pretén facilitar i normalitzar el processos descriptius i ser una eina de treball que els arxius de Catalunya han d'utilitzar per a l'elaboració de les descripcions arxivístiques i al mateix temps fer-la compatible amb altres normes de descripció arxivística.

## Context d'elaboració
La NODAC neix a partir de la necessitat de normalitzar la pràctica descriptiva als arxius catalans i per la voluntat de desenvolupar a Catalunya les propostes fetes a la ISAD(G) (International Standard Archival Description (General) o Norma Internacional General de Descripción Arxivística).
El juliol de 2001 s'inicia el projecte de la Norma de Descripció Arxivística de Catalunya, a iniciativa del Servei d'Arxius del Departament de Cultura i l'AAC, per tal de desenvolupar la ISAD(G) a nivell nacional i es proposa crear un grup de treball per elaborar la normativa. Es van crear els òrgans necessaris per portar a terme aquest projecte i després dels treballs inicials, el 2 d'octubre de 2001 es va aprovar el Projecte de Norma de Descripció Arxivística de Catalunya (Projecte NODAC) i on es van plasmar els objectius, la dinàmica de treball i el calendari d'execució. L'any 2006 s'aprova la NODAC definitiva.

## Què és la descripció arxivística?
Segons la NODAC és “l'elaboració d'una representació acurada d'una unitat de descripció i, si escau, de les parts que la componen, mitjançant la recopilació, l'anàlisi, l'organització i l'enregistrament de qualsevol informació que serveixi per identificar, gestionar, localitzar i explicar els documents d'arxiu, proporcionant també informació sobre el seu context de creació i el sistema a partir del qual han estat organitzats”.
Els objectius de la descripció arxivística són:
- Facilitar l'accés als documents.
- Representar els documents d'arxiu de manera comprensible, donant informació sobre el seu context de creació, la seva organització i el seu contingut.
- Permetre verificar l'autenticitat de la provinença del document d'arxiu proporcionant informació sobre la història de la seva conservació/custòdia, classificació i les circumstàncies de la seva creació i utilització.

## Objectius de la NODAC
La norma de descripció arxivística pretén desenvolupar la ISAD(G) per als arxius catalans i normalitzar els treballs de descripció dins l'àmbit català. I es fixen uns objectius generals que són:
- Delimitar l'abast d'aplicació de les normes per als diferents tipus d'arxius, les diferents fases documentals i per als diferents tipus de documents.
- Determinar els nivells de descripció i concretar-ne la seva denominació.
- Determinar les dades essencials o obligatòries de cada nivell de descripció i de cada tipus de document i, també, l'ordre de presentació de les dades.
- Definir l'estructura general dels diferents tipus d'instruments de descripció, de cara a obtenir una presentació homogènia que facilitaria la seva lectura i, també, l'intercanvi de dades.

## Àmbit d'aplicació
L'àmbit d'aplicació de la NODAC és a tots els arxius de Catalunya, independentment de la seva titularitat, la seva tipologia o de la fase en què es trobin els seus fons o documents.

## Els diferents nivells de descripció
La NODAC permet la descripció multinivell, és a dir que aplicant el criteri de descripció de la NODAC es pot descriure des d'un fons a una unitat documental simple. Els diferents nivells de descripció són:
- Nivell 1: fons
- Nivell 2: Subfons
- Nivell 3: Grup de sèries
- Nivell 4: Sèrie
- Nivell 5: Unitat documental composta
- Nivell 6: Unitat documental simple
- Nivell excepcional: Unitat d'instal·lació

## Les àrees i els elements de descripció
La NODAC s'organitza en set àrees d'informació descriptiva on s'agrupen els vint-i-sis elements que proposa la ISAD(G) i es poden combinar de la manera que es consideri més convenient per tal de descriure la unitat descriptiva.

### Àrea d'identificació
La funció d'aquesta àrea és identificar la unitat de descripció a través dels següents elements:
- Codis de referència
- Nivell de descripció
- Títol
- Data(es)
- Volum
- Suport

### Àrea de context
Té la funció de contextualitzar la unitat de descripció pel que fa al seu productor i el passat i present arxivístic de la unitat que es descriu i ho fa establint aquests elements de context: 
- Nom del productor
- Història del productor
- Història arxivística
- Dades sobre l'ingrés

### Àrea de contingut i estructura
La descripció del contingut de la unitat de descripció, de la seva estructura interna i sistema de classificació i compren els elements següents:
- Abast i contingut
- Sistema d'organització
- Informació sobre avaluació, tria i eliminació
- Increments

### Àrea de condicions d'accés i ús
La descripció dels condicionaments d'accés i ús de la unitat de descripció. I també fa referència a la identificació dels instruments de descripció vigents. Conté els elements següents:
- Condicions d'accés
- Condicions de reproducció
- Llengües i escriptures dels documents
- Característiques físiques i requisits tècnics
- Instruments de descripció.

### Àrea de documentació Relacionada
Informe sobre la documentació que tingui alguna relació significativa amb la unitat de descripció, d'aquesta manera la completa i la fa més accessible. La componen els elements següents:
- Existència i localització dels originals
- Existència i localització de reproduccions
- Documentació relacionada i Bibliografia

### Àrea de notes
Aquí trobarem la informació que no pertoca d'incloure en cap altra àrea i que per la seva singularitat afegeix informació i precisa la descripció de la unitat de descripció. Amb un únic element:
- Notes

### Àrea de control de la descripció
L'última àrea informa de l'autoria i la responsabilitat arxivística de la descripció, la data, i n'indica les fonts, les regles i convencions tingudes en compte i ho fa amb els elements següents: 
- Autoria i data
- Fonts
- Regles o convencions

Dels vint-i-sis elements que es proposen a la NODAC en distingeix uns que són de caràcter obligatori, uns altres recomanables (que poden ser útils per completar la descripció) i uns altres d'opcionals. Depenent de cada nivell de descripció definits a la NODAC, segons a criteri de l'arxiver o dels recursos disponibles se'n utilitzaran més o menys.

## Glossari i models de referències, exemples i índex
La NODAC també inclou un glossari de termes i definicions elaborat pel Comitè de Normes de Descripció, en què es té en compte les definicions consultades en altres normes i les propostes dels grups de treball de la NODAC.
A la vegada també preveu uns models recomanables alhora de fer referències i citacions documentals i bibliogràfiques.
Per acabar, cal esmentar que els grups de treball de la NODAC varen fer possible incloure-hi un apartat amb exemples complets que il·lustren les regles i la combinació dels elements de la NODAC. Aquests exemples mostren fons de diferents tipus: municipal, notarial, d'institució, religiós, d'associació, d'empresa i personal; i també mostren els diferents nivells de descripció des del nivell més alt, el fons, fins al més baix, la unitat documental simple.
La Norma conclou amb la incorporació de dos índexs, un d'analític, que facilita a l'usuari el maneig de la Norma, i un altre de temàtic, que recull el tema o la matèria a la qual fa referència les regles.